# Johann Bouman
Johann Bouman właśc. Jan Bouman (ur. 26 sierpnia 1706 w Amsterdamie, zm. 6 września 1778 w Berlinie) – holenderski architekt i budowniczy działający na terenie Prus.

## Życiorys
Jako młody cieśla i budowniczy statków Bouman przyjął zaproszenie króla Prus Fryderyka Wilhelma I i przybył do Poczdamu w 1732 roku. Pracował tu m.in. nad wzniesieniem Dzielnicy Holenderskiej (niem. Holländisches Viertel), Bramy Berlińskiej (niem. Berliner Tor) i Starego Ratusza (niem. Altes Rathaus). W 1748 roku Bouman otrzymał nominację na stanowisko naczelnego dyrektora budów (niem. Oberbaudirektor) w Poczdamie – „Baucomtoira” – odpowiedzialnego za prowadzenie królewskich projektów budowlanych. Bouman realizował m.in. projekty von Knobelsdorffa. Po niepowodzeniach związanych z instalacją Wielkiej Fontanny przed pałacem Sanssouci Bouman został przeniesiony do Berlina.
Dla Berlina zaprojektował katedrę (1747–50), odnowił gmach Berlińsko-Brandenburskiej Akademii Nauk oraz wzniósł pałac dla księcia Henryka Pruskiego przy Unter den Linden 6, który obecnie jest siedzibą Uniwersytetu Humboldta (1748–53). W latach 1770–73 ukończył budowę katedry św. Jadwigi według planów Jeana Laurenta Legeaya.
Bouman miał sześciu synów, z których dwóch zostało architektami: Michael Philipp i Georg Friedrich(1737–po 1807). Wnukiem Boumana był pisarz i filozof Ludwig von Boumann (1801–71).

## Upamiętnienie
W 1997 roku jeden z domów w poczdamskiej dzielnicy holenderskiej – przy Mittelstrasse 8 – nazwano jego imieniem i przekształcono w muzeum kultury holenderskiej.